# Prasanta Chandra Mahalanobis
Prasanta Chandra Mahalanobis (bengalí: প্রশান্তচন্দ্র মহলানবিশ)  (Calcuta, 29 de juny de 1893 - Calcuta, 28 de juny de 1972) FRS fou un científic i estadístic aplicat indi. És conegut per la distància de Mahalanobis, una mesura estadística de la distància. Va fer els primers estudis antropomètrics a l'Índia. Va fundar el Indian Statistical Institute i va contribuir al disseny d'enquestes a gran escala.

## Biografia
Mahalanobis pertanyia a una família de l'alta burgesia terratinent bengalí que vivia a Bikrampur (ara Bangladesh). El seu avi Gurucharan (1833-1916) es va traslladar a Calcuta el 1854 i va crear tot un negoci a partir d'una botiga de farmàcia en 1860. Gurucharan va ser influenciat per Debendranath Tagore (1817-1905), pare del poeta guanyador del Premi Nobel, Rabindranath Tagore. Gurucharan va participar activament en els moviments socials, com el Brahmo Samaj, actuant com el seu tresorer i president. La seva casa era el centre de la Brahmo Samaj. En contra les tradicions socials Gurucharan es va casar amb una vídua. El seu fill gran Subodhchandra (1867-1953) va ser un educador distingit que va estudiar fisiologia a la Universitat d'Edimburg. Era membre de la Royal Society d'Edimburg. Va ser el cap del Departament de Fisiologia de la Universitat de Cardiff (el primer hindú que va ocupar aquest lloc en una universitat britànica). El 1900, va fundar Departament de Fisiologia de la Presidency College de Calcuta. Subodhchandra també es va convertir en un membre del Senat de la Universitat de Calcuta. El fill menor de Gurucharan, Prabodh Chandra (1869-1942) va ser el pare de P. C. Mahalanobis que va néixer a casa seva, al 210 de Cornwallis Street, P. C. Mahalanobis va créixer en un entorn socialment actiu envoltat d'intel·lectuals i reformadors.
La seva mare, Nirodbasin, era d'una família de gran tradició acadèmica. Es va llicenciar en Física el 1912 por la Presidency University de Calcuta i va completar els seus estudis al King's College de Cambridge, tornant després a Calcuta.
Mahalanobis va rebre la seva primera educació a la Brahmo Boys School a Calcuta on es va graduar el 1908. Després va estudiar al Presidency College de Calcuta, on va tenir entre els professors a Jagadish Chandra Bose i Prafulla Chandra Ray. Mahalanobis va rebre la llicenciatura amb honors en Física l'any 1912. Es va anar a Anglaterra el 1913 per estudiar a la Universitat de Londres. Ara bé, va perdre un tren i es va quedar amb un amic al King’s College de Cambridge. Va quedar tant impressionat per la capella de King’s College que el seu amic i amfitrió M. A. Candeth li va suggerir intentar ingressar-hi, cosa que va fer. Va conèixer al geni matemàtic Srinivasa Ramanujan durant el darrers temps d'aquest a Cambridge. Després del seu examen final en Física, Mahalanobis va treballar amb C. T. R. Wilson al Cavendish Laboratory. Temporalment va tornar a l'Índia i va ser presentat al Rector de la Presidency University que li va oferir donar classes de Física.
Va tornar a Anglaterra i inspirat per Acharya Brajendranath Seal i per la revista Biometrika va començar a treballar en Estadística. Li va interessar tant que va comprar un joc complet d'exemplars i els va portar a l'Índia. Va descobrir la utilitat de l'Estadística en els problemes de la meteorologia i l'antropologia i va començar a treballar-hi ja a l'Índia.
A Calcuta, Mahalanobis va conèixer Nirmalkumari, filla de Herambhachandra Maitra, un educador líder i membre de la Brahmo Samaj. Es van casar el 27 de febrer de 1923, encara que el seu sogre no ho aprovava. L'argument es va deure en part a l'oposició de Mahalanobis a diverses clàusules en el nombre de membres de l'ala estudiantil del Brahmo Samaj, incloent la restricció als que tenien els hàbits de beure i fumar. Sir Nilratan Sircar, oncle matern de P. C. Mahalanobis va participar en la cerimònia del casament en el lloc del pare de la núvia.
Mahalanobis va ser membre de la Comissió de Planificació del Govern indi i va contribuir als plans quinquennals de l'Índia tot just independitzada. En el segon pla quinquennal va fer èmfasi en la industrialització sobre la base d'un model de dos sectors. La seva variant del model input-output de Wassily Leontief, el model de Mahalanobis, va ser emprat en el Segon Pla Quinquennal, que va influir molt en la ràpida industrialització de l'Índia. Amb altres col·legues en el seu institut va tenir un paper clau en el desenvolupament d'una infraestructura estadística pel país com va ser l'Institut d'Estadística de l'Índia. Va ser secretari de Rabindranath Tagore especialment en els seus viatges a l'estranger. Per les seves contribucions a la ciència i els seus serveis al país va rebre el premi Padma Vidhushan, un dels premis més importants a l'Índia.
Va morir el 28 de juny de 1972, un dia abans de complir 79 anys. En els seus darrers anys va continuar amb la seva tasca investigadora, sent el Secretari i Director de l'Institut d'Estadística de l'Índia i assessor honorífic d'Estadística del Govern de l'Índia.

## Contribucions científiques

### Distància de Mahalanobis
Una trobada casual amb Nelson Annandale, director del Zoological Survey de l'Índia, el 1920 a la sessió Nagpur del Congrés de Ciències de l'Índia va portar a Annandale a demanar-li analitzar les mesures antropomètriques dels anglo-indis de Calcuta. Mahalanobis estava influenciat pels estudis antropomètrics publicats a la revista Biometrika i va optar per investigar sobre quins factors influïen en la formació dels matrimonis entre europeus i indis. Volia determinar si el costat indi provenia de castes específiques. Va utilitzar les dades recollides per Annandale i les mesures específiques de les castes fetes per Herbert Risley i va arribar a la conclusió que la mostra representava una barreja d'europeus principalment amb gent de Bengala i el Punjab, però no de les províncies del nord-oest de la frontera o de Chhota Nagpur. També va arribar a la conclusió que a la barreja eren involucrades amb més freqüència les castes més altes que les inferiors. Aquesta anàlisi va ser descrita en el seu primer article científic l'any 1922.
Durant el curs d'aquests estudis va trobar una manera de comparar i agrupar les poblacions utilitzant una mesura de distància multivariant. Aquesta mesura, que es denota "D²" es coneix ara com la distància de Mahalanobis i és independent de l'escala de mesura.
Inspirat en Biometrika i tutelat per Acharya Brajendra Nath Seal va començar el seu treball estadístic. Inicialment va treballar en l'anàlisi dels resultats dels exàmens de la universitat, les mesures antropomètrics en els anglo-indis de Calcuta i alguns problemes meteorològics. També va treballar com a meteoròleg durant un temps. El 1924, quan treballava en l'error probable dels resultats dels experiments agrícoles, va conèixer a Sir Ronald A. Fisher i Anil Kumar Gain, amb els quals va establir una amistat de per vida. També va treballar en esquemes per evitar inundacions.

### Les enquestes
Les seves contribucions més importants estan relacionades amb les enquestes a gran escala. Va introduir el concepte d'enquestes pilot i va defensar la utilitat dels mètodes de mostreig. Els primers estudis van començar entre 1937 a 1944 i s'inclouen temes com les despeses de consum, hàbits de beure el te, opinió pública, superfície de cultius i malalties de les plantes. Harold Hotelling va escriure: «Pel que jo trobo, cap tècnica de mostreig aleatori s'ha desenvolupat als Estats Units o en altres llocs, que es pugui comparar en exactitud amb la descrita pel professor Mahalanobis» i Sir R. A. Fisher va comentar que «L'ISI ha passat al davant en el desenvolupament de la tècnica d'enquestes per mostreig, el procés de recopilació d'informació més potent a disposició de l'administració».
Va introduir un mètode per estimar els rendiments de cultius en el que van participar estadístics prenent mostres en els camps, tallant cultius en un cercle d'un diàmetre de 4 peus. D'altres, com P. V. Sukhatme i V. G. Panse que van començar a treballar en les enquestes dels cultius amb el Indian Council of Agricultural Research i l'Indian Agricultural Statistics Research Institute van defensar que un sistema d'enquesta ha de fer ús del marc administratiu existent. Les diferències d'opinió van portar a l'acritud i va haver molt poca interacció entre Mahalanobis i la investigació agrícola en els últims anys.

### Lingüística
Mahalanobis també va començar a investigar en el camp de la lingüística quantitativa i la planificació lingüística a la Unitat d'Investigació de Lingüística de l'Institut d'Estadística de l'Índia. També va treballar en patologia de la parla en col·laboració amb Djordge Kostic, Rhea Das i Alakananda Mitter i va fer algunes contribucions al camp de la correcció del llenguatge.
Va fundar l'Institut d'Estadística de l'Índia el 1931 i el 1933, seguint l'exemple de Karl Pearson amb Biometrika, va crear la revista Sankhya.

## Guardons
- Weldon Memorial Prize (1944)
- Fellow de la Royal Society (1945)
- President de l'Indian Science Congress (1950)
- Fellow de la Econometric Society (1951)
- Fellow de la Pakistan Statistical Association (1952)
- Honorary Fellow de la Royal Statistical Society (1954)
- Sir Deviprasad Sarvadhikari Gold Medal (1957)
- Foreign member de l'Academy of Sciences of the USSR (1958)
- Honorary Fellow of King's College (1959)
- Fellow of the American Statistical Association (1961)
- Durgaprasad Khaitan Gold Medal (1961)
- Padma Vibhushan (1968)
- Srinivasa Ramanujam Gold Medal (1968)

El govern de l'Índia va decidir l'any 2006 celebrar el Día Nacional de l'Estadística cada 29 de juny, data de naixement de Mahalanobis.

## Altres fonts
- Articles en el Centenari de P. C. Mahalanobis publicats a Current Science
- Ashok Rudra. ”Prasanta Chandra Mahalanobis: A Biography”. Oxford University Press. (1996). ISBN 978-0-19-563679-6.
- A. Mahalanobis.”Prasanta Chandra Mahalanobis”. National Book Trust, India. (1983).
- Llista de matemàtics de l'Índia dels Vedas als temps moderns
- Prasanta Chandra Mahalanobis a Mathematics Genealogy Project